# Rota Romana

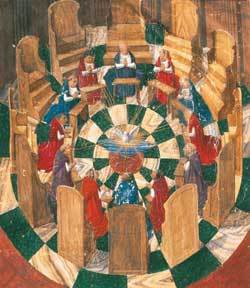
Tárgyalás a Rota Romana-n

A Rota Romana (latinul: Tribunal Rotae Romanae) az Apostoli Szentszék rendes fellebbviteli bírósága.

## Története
A Rota Romana az Apostoli Kancelláriából származik, jelen formájában 1908-tól áll fenn, de története sokkal régebbire nyúlik vissza. III. Ince pápa az akkor már létező, s az Apostoli Kancellária mellett fennálló ügyhallgatókra bízta az ítélkezés feladatát. Ezt X. Gergely pápa megerősítette, s állandó bírósággá alakította át. Első szabályzatát XXII. János pápa 1331-ben hozta meg. Nevük valószínűleg a kör alakú asztalból származik, amely körül az ügyhallgatók, későbbi bírák összegyűltek megtárgyalni az ügyeket és ítélkezni.
IV. Szixtusz pápa 1472-ben az ügyhallgatók számát 12 főben szabályozta. Illetékességi körét XIV. Benedek pápa 1474-ben szabályozta. Az ügyhallgatókat a Római pápa választotta, de hagyományosan Spanyolország kettő, Németország, Franciaország, Bologna, Milánó, Velence, Ferrara és Perugia egy-egy főt jelölhetett a bíróság tagjai közé.
XVI. Gergely pápa 1834-ben a Rota Romanát a Pápai állam fellebbviteli bíróságává tette, s a Pápai állam 1870-es megszűnésével tevékenysége gyakorlatilag megszűnt.
X. Piusz pápa 1908. június 29-én élesztette újra, ekkortól beszélhetünk a mai értelemben vett Rota Romanáról. Tevékenységét legutóbb II. János Pál pápa szabályozta 1982-ben.

## Feladatköre
Mint az Apostoli Szentszék rendes fellebbviteli bírósága a Rota Romana jelentős függetlenséggel bír. Ügyrendjét, eljárási rendjét maga határozza meg.
A Rota Romana első fokon ítélkezik:
- Az Egyházi Törvénykönyv (CIC) 1405. kánon 3§-ban szereplő ügyekben:

1. Püspökök fölött egyházi peres ügyekben, az 1419. kánon 2. §-ának érintetlenül hagyásával;
2. Prímás apát, monasztikus kongregációk legfőbb apátja és pápai jogú szerzetes intézmények legfőbb elöljárója fölött;
3. Az egyházmegyék és mindazon egyházi akár természetes, akár jogi személyek ügyeiben, akiknek a római pápán kívül nincs más elöljárójuk.[1]

- Mindazokban az ügyekben, melyeket a pápa - akár a felek kérésére - a saját ítélőszéke elé vont, s az ügyben ezt a bíróságot kijelölte. Ezekben az ügyekben második és további fokozatokon is maga a Rota ítélkezik, kivéve, ha a pápa mást döntést hoz.

A Rota Romana másodfokon ítélkezik:
- Mindazokban az ügyekben, ha a rendes, az 1419. kánonban[2] foglalt elvek alapján hozott ítélet ellen fellebbezéssel éltek. Minden hívőnek joga van hozzá, hogy a megyés püspök ítélete ellen a Pápához fellebbezzen.[3]
- A saját első fokon hozott ítéletei elleni fellebbezés esetén, azzal a kitétellel, hogy ilyenkor aki részt vett az első fokú ítéletben a másodfokúban nem vehet részt.

A Rota Romana harmad, vagy további fokon ítélkezik:
- Azokban az ügyekben, melyekben már vagy ő maga, vagy bármely más bíróság ítéletet hozott, kivéve ha ítélt dologról van szó.[4]

## Vezetői
- Joachim-Jean-Xavier d'Isoard (1823–1827)
- Michele Lega (1908–1914)
- Massimo Massimi (1924–195)
- André-Damien-Ferdinand Jullien (1944–1958)
- William Theodore Heard (1958–1959)
- Francis John Brennan (1959–1968)
- Boleslaw Filipiak (1967–1976)
- Ernesto Maria Fiore (1985–1993)
- Mario Francesco Pompedda (1993–1999)
- Raffaello Funghini (1999–2004)
- Antoni Stankiewicz (2004–2012)
- Pio Vito Pinto (2012–2021)
- Alejandro Arellano Cedillo (2021–)